# Fusa (Norvegia)
Fusa è un ex comune norvegese della contea di Hordaland. Dal 1º gennaio 2020 fa parte del comune di Bjørnafjorden.